# هنر موسیقی (ماهنامه)
هنر موسیقی، نخستین نشریهٔ موسیقی پس از انقلاب ۱۳۵۷ ایران است. ماهنامه‌ای است به زبان فارسی که با هدف توسعه فرهنگ موسیقایی و بررسی دیدگاه‌های هنری آن و اطلاع‌رسانی جهت ارتقاء موسیقی از اردیبهشت‌ماه سال ۱۳۷۷ به صاحب امتیازی، مدیرمسئولی و سردبیری مهدی ستایشگر منتشر می‌شود و تا پایان سال ۱۳۹۶ یکصد و هفتاد شمارهٔ آن منتشر شده است. بخش‌های عمدهٔ این نشریه عبارت است از: سرمقاله، مقالات تخصصی موسیقی، گفت‌وگو، گزارش، تاریخ موسیقی، نقد کنسرت و آلبوم‌های موسیقی، موسیقی فیلم، ادبیات و موسیقی، معرفی موسیقی‌دانان، معرفی سازها، مطالب موسیقی غیرایرانی در قالب ترجمه و تحقیق و….